# Rakinica
Rakinicë en albanais et Rakinica en serbe latin (en serbe cyrillique : Ракиница) est une localité du Kosovo située dans la commune/municipalité de Podujevë/Podujevo, district de Pristina (Kosovo) ou district de Kosovo (Serbie). Selon le recensement kosovar de 2011, elle compte 14 habitants, tous albanais.

## Histoire
L'église Saint-Michel de Rakinica, qui remonte aux XIVe et XVIe siècles, est mentionnée par l'Académie serbe des sciences et des arts et est inscrite sur la liste des monuments culturels du Kosovo.

## Démographie

### Évolution historique de la population dans la localité
| 1948 | 1953 | 1961 | 1971 | 1981 | 1991 | 2011 |
| ---- | ---- | ---- | ---- | ---- | ---- | ---- |
| 145  | 155  | 193  | 240  | 202  | 207  | 14   |

|  |